# Вердеревский, Николай Иванович
Николай Иванович Вердеревский (1768 или 1769 — 1812) — генерал-лейтенант из рода Вердеревских, директор Инспекторского департамента Военного министерства, член Совета военного министра.

## Биография
Старший сын рязанского помещика Ивана Васильевича Вердеревского (1731—1800) от брака с Анной Ильиничной Ярцовой (1753—1810). Младший брат Илья служил во флоте капитан-лейтенантом.
В военную службу вступил в 1782 году. В 1793 году произведён в секунд-майоры, в 1795 году — в премьер-майоры.
В октябре 1796 года произведён в подполковники Новгородского мушкетерского полка. 3 сентября 1798 года получил чин полковника с назначением полковым командиром. 18 октября 1799 года произведён в генерал-майоры и назначен шефом Уфимского мушкетёрского полка, однако 19 мая 1800 года был исключён из службы «за вздорные донесения».
Пробыв с полгода в отставке, 30 ноября 1800 года снова принят на службу состоящим по армии и 4 декабря получил назначение шефом Кексгольмского мушкетёрского полка. 20 августа 1807 года назначен командиром лейб-гвардии Семёновского полка, а после Тильзитского мира был уволен в продолжительный отпуск за границу для излечения раны, полученной им в минувшую кампанию в битве с французами. Отчислен от должности полкового командира 19 декабря 1809 года.
7 сентября 1810 года состоялся Высочайший рескрипт на имя генерала Вердеревского, которому повелевалось, на правах генерал-губернатора и на основании ревизионной инструкции сенаторам, обревизовать Астраханскую и Кавказскую губернии, исследовать злоупотребления в карантинах и войти в ближайшее рассмотрение несогласий между генералом Булгаковым и кавказским гражданским губернатором Малинским.
В 1811 году был назначен начальником внутренних гарнизонов 1-го округа, а 30 августа произведён в генерал-лейтенанты с зачислением по тяжёлой пехоте и в Свиту Его Величества и назначен присутствующим в Военной коллегии, директором Инспекторского департамента и членом Совета военного министра.
Умер в Санкт-Петербурге 26 июля 1812 года, похоронен на Лазаревском кладбище Александро-Невской лавры. С. В. Волков ошибочно утверждает, что Вердеревский находился на службе до 1813 года.

## Награды
- Орден Святой Анны 1-й степени (1 марта 1807)
- Орден Святого Владимира 3-й степени (21 декабря 1807)
- Орден Красного Орла (1807, королевство Пруссия)[3] [4].